# Bit (Khmu)
Bit, maleni narod ili etnička grupa iz skupine Khmu, naseljen u osam sela u laoškoj provinciji Phongsali u distriktu Boun-Tai, te nešto u distriktima Samphan i Khoa. Manji dio Bita migrirao je u provinciju Luang Namtha, a oko 500 ima ih i u Kini na području Yunnana.
Većina Bit-sela sastoji se od 30 do 50 kuća lociranih po šumovitim dolinama na visinama od 400 do 1.000 metara (1,310-3,280 feet). Kraj što ga nastanjuju u Laosu okružen je pripadnicima etničkih grupa Akha, Lu i Kim Mun.
Biti govore mon-khmerskim jezikom koji pripada podskupini khao, i narod Khao koji živi u Vijetnamu njima su jezično najbliži srodnici. Mnogi Biti mogi se sporazumijevati i na jezicima Lao, Lu, Khmu i Hmong.
Biti su 1985 popisivani pod imenom Khmu, ali 1995. su ipak popisani odvojeno. Danas su oni izloženi jezičnoj i kulturnoj asimilaciji od naroda Lu i Lao. Starije žene vole nositi srebrne narukvice i privjeske od školjaka a sačuvale su i svoju tradicionalnu nošnju.
Religija im je animizam. Veoma je razvijeno obožavanje predaka i vjerovanja u duhove šuma, kuća, žetve, epidemija i bolesti. Kod Bita koji žive u blizini urbanih sredina animizam je iščezao.
Ne smiju se pobrkati s narodom Bit u Kini koji su poznati i kao Buxin.